# 手機連結
手機連結（旧称你的手机，在手机上的配套应用为连接至Windows，前身为Phone Companion、Cortana及你的手机应用）是微软为Windows 10开发的一款應用程式，用于连接Android设备和Windows 10设备。用戶可以通過此應用程式直接在Windows PC上查看手机屏幕畫面、手機中2000张最新照片、发送短信和拨打电话。该应用还具有跨设备复制和粘贴功能，例如用戶在Android設備上複製文本和图像，可在Windows设备上直接粘貼，反之亦然 。

## 歷史
2015年5月26日，微软宣布了Phone Companion应用，可将PC连接到Windows Phone、Android和IOS智能手机。 
在2018年5月7日举行的Build 2018活动上，微软展示了Your Phone应用，用以替代先前發佈的Phone Companion，用户通過Your Phone可以在PC上查看手机中的近期照片，并发送短信。 
在三星Galaxy Note 10发布会上，微软公佈了 Your Phone附加功能，即用戶通过蓝牙可直接在PC上接听电话。该功能已于2020年2月20日向所有Android手机开放。 